# Michaela A. Fischer

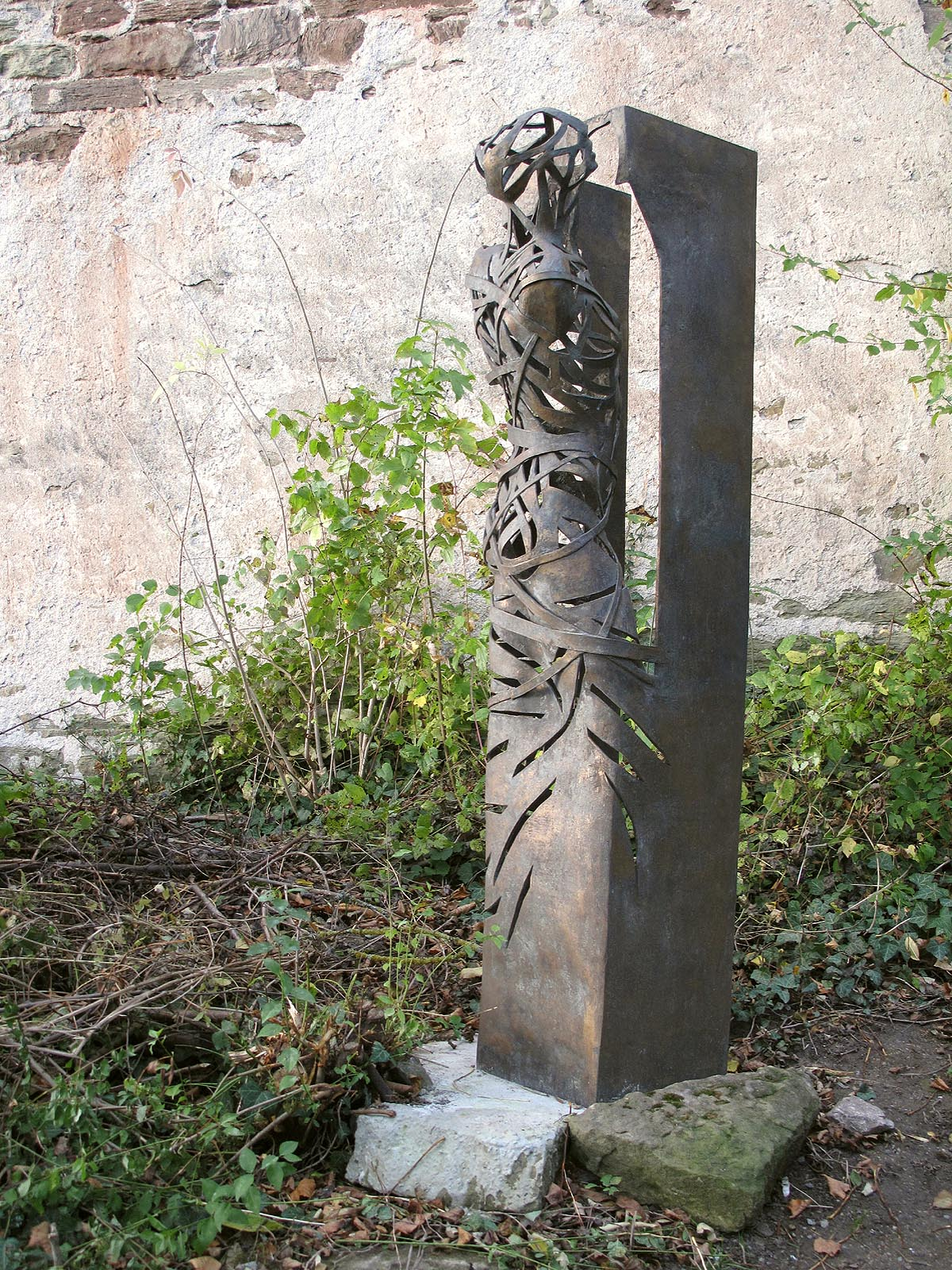
Ratgebs Frau, Herrenberg, 2013

Michaela A. Fischer (* 1953 in Alpirsbach, Landkreis Freudenstadt) ist eine deutsche Bildende Künstlerin.

## Biografie
Michaela A. Fischer absolvierte von 1974 bis 1978 eine Ausbildung als Holzbildhauer. Von 1975 bis 1978 folgte ein Studium der Kunstgeschichte und Kunstpädagogik an der Kunstakademie Stuttgart und der Julius-Maximilians-Universität Würzburg. Von 1978 bis 1982 war sie Kunsterzieherin. 1984 bis 1985 folgten weitere Studien an der Freien Kunstakademie Nürtingen und unterrichtete ab 1985 als Dozentin für Aktzeichnen. Von 1995 bis 1996 war Fischer Gastdozentin für Kunst an der Pädagogischen Hochschule Ludwigsburg. In den 1980er Jahren reiste sie nach London, Indonesien und kreuz und quer durch Australien. In Queensland schloss sie sich der Künstlervereinigung Society of Sculptors Gold Coast Branch an, die in einem gemeinsamen Atelier arbeitete.
Seit 1986 ist Michaela A. Fischer freischaffende Künstlerin, seit 2000 lebt sie in Auenstein-Ilsfeld.

## Mitgliedschaften

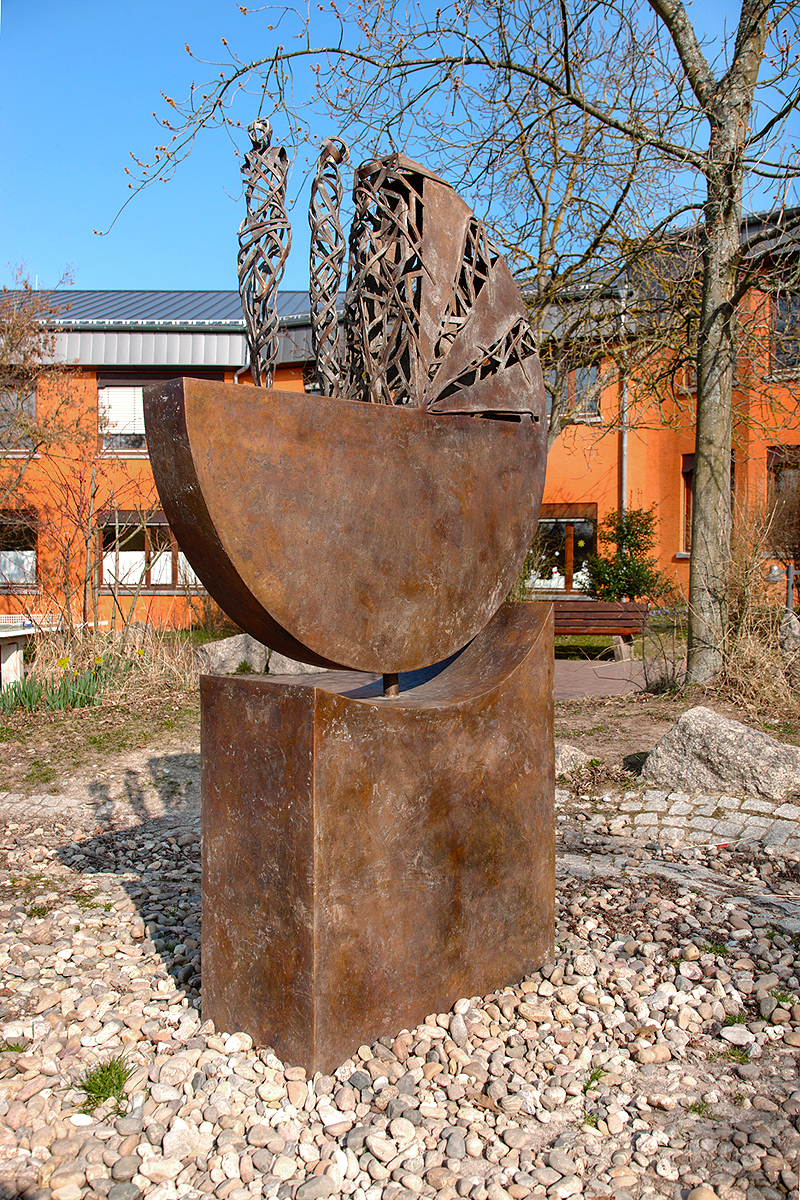
Bronzeplastik im Außenbereich, 2013, Freie Waldorfschule Ludwigsburg

- Verband Bildender Künstler Württemberg[4]
- Bund freischaffender Bildhauer*innen Baden-Württemberg (Vorsitzende von 1994 bis 2010)[5]
- Mitglied im Kunstverein der Diözese Rottenburg-Stuttgart

## Auszeichnungen (Auswahl)
- 1974: Bundessieg für Holzbildhauerei
- 1999: Kunstpreis der Sparkasse Pforzheim
- 2000: Kunstpreis Projekt Natur-Wasser-Kunst, Landratsamt Ludwigsburg
- 2001: Kunstpreis der Stadt Marbach
- 2009: Ministerium für Arbeit und Soziales, Baden-Württemberg, – 2. Preis im Künstlerwettbewerb im Rahmen des Aktionsbündnisses Organspende

## Werk
Neben Zeichnungen, wie etwa den 14-teiligen Kreuzweg Zyklus der St. Petrus und Paulus Kirche in Nagold, schafft Michaela A. Fischer Skulpturen aus Stein, als Körper und Torsi. Ihre figürlichen Plastiken aus Bronze entstehen als Bronzeguss im Wachsausschmelzverfahren. Beginnend mit Kleinplastiken sind es heute Großplastiken, die sie Schürfiguren nennt.

„Die Skulpturen von Michaela A. Fischer beschäftigen sich mit einer der großen Fragen der Bildhauerei: Wie entsteht Raum? Und wie verhalten sich Körper und Raum zueinander? Die Figuren wirken voluminös und zerbrechlich zugleich. Diese Wirkung erzielt Fischer durch eine besondere Gusstechnik, bei der Volumen nicht durch Masse, sondern durch das Erschließen eines Raumes mit einzelnen Bändern und Flächen geschaffen wird. Die Künstlerin hat eine ganze Serie in dieser Technik geschaffen – die sogenannten »Schnürfiguren«. Betrachtet man die Arbeiten von verschiedenen Seiten, erkennt man eine Vielfalt an Ansichten und kann sich immer wieder an einer neuen Silhouette erfreuen.“

## Skulpturen im öffentlichen Raum (Auswahl)

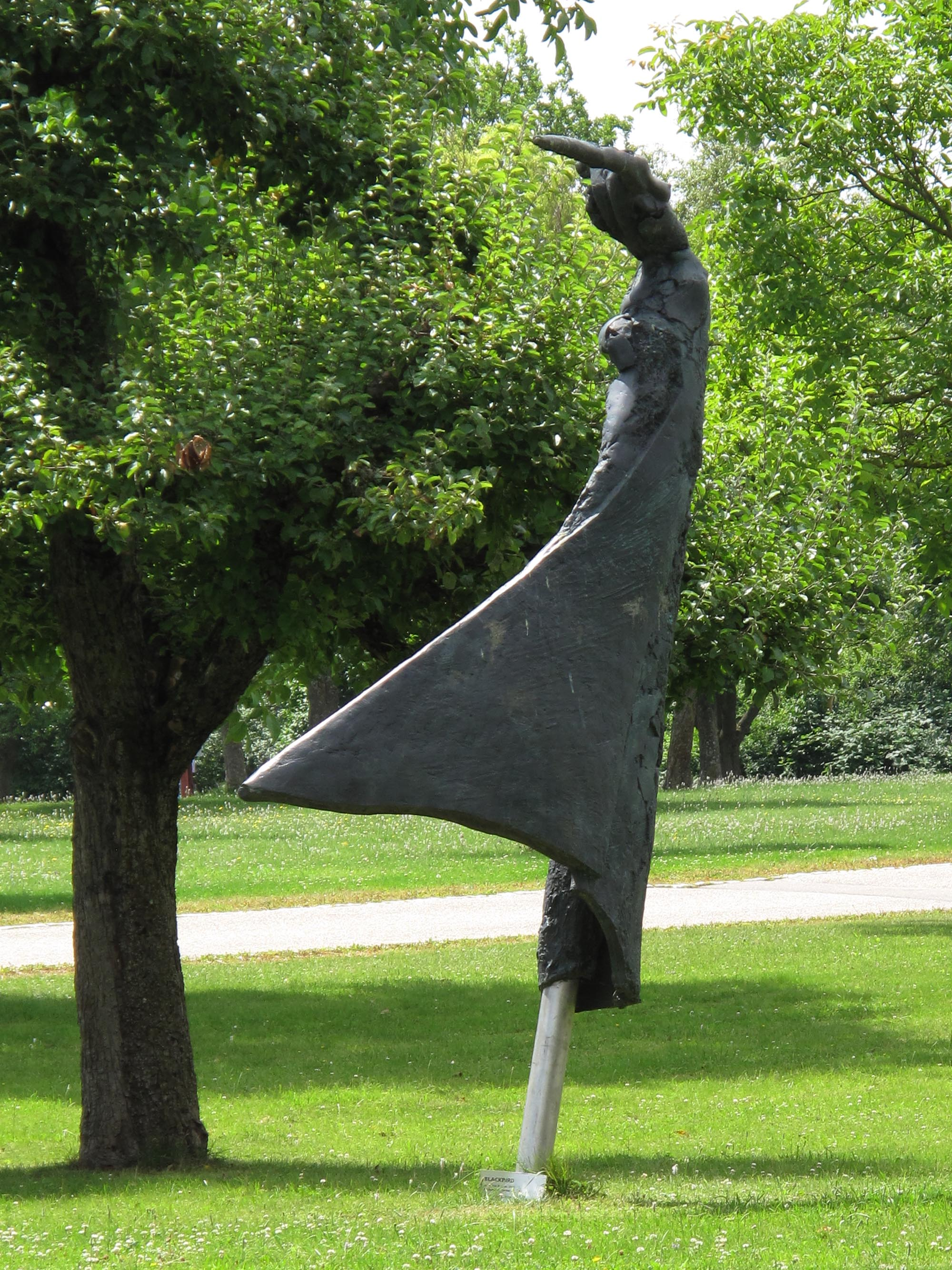
Blackbird, Krankenhaus Leonberg, 2002

- 2000: Windbraut, Haupteingang des Kreishauses, Hindenburgstraße 40, Ludwigsburg[8]
- 2002: Blackbird, Krankenhaus Leonberg
- 2003: Heraus, Ehningen
- 2013: Torso, Schlosspark Hemmingen[9]
- 2013: Ratgebs Frau, Jerg Ratgeb Skulpturenpfad, Herrenberg
- 2013: Bronzeplastik im Außenbereich, Freie Waldorfschule Ludwigsburg
- 2013: Gefallenendenkmal, Kirchplatz Neckarwestheim[10]

## Werke im sakralen Raum (Auswahl)
- 1993: Chorraumgestaltung in der Wallfahrtskirche in Horb-Bildechingen
- 1999: Chorraumgestaltung in der St. Michaelskirche, in Reichenbach an der Fils
- 2000: Chorraumgestaltung in der Frauenbergkapelle, Bad Waldsee
- 2000: Chorraumgestaltung in der St. Mauritius und Georg-Kirche in Dorfmerkingen
- 2009: St. Michaelskirche in Unterdrackenstein
- 2011: Skulptur für die Ölbergnische, Alexanderkirche Marbach am Neckar[11]
- 2014: Neugestaltung der liturgischen Orte in der St. Gallus-Kirche in Mörsingen
- 2019: Gestaltung eines Kreuzweges ('Via Crucis') in der Taborkirche Freudenstadt

## Teilnahme an Symposien und temporären Kunstprojekten (Auswahl)
- 1998: Kunstwanderweg Mühlacker
- 2002: 1. Skulpturenbiennale im Elsaß, Straßburg-Schiltigheim
- 2002/03: EigenArt – Kunst und Natur am Venusberg‚ Lehenweiler[12]
- 2003: 5. Bildhauersymposium, Marbach am Neckar
- 2003: Steinbildhauersymposium‚ Ehningen
- 2006: Neckarkunst Internationales Kunstprojekt, Ludwigsburg
- 2011: Ottenbacher Skulpturenweg[13]
- 2013: 12. Schorndorfer Kunstnacht
- 2013: Bildhauer Symposium, Hemmingen[14][15]
- 2014/15: Sculptoura – Kunst in der Natur‚ Landkreis Böblingen[16]

## Ausstellungen (Auswahl)
- 2005: Galerie der Stadt Herrenberg
- 2006: Kunsthalle Kempten
- 2007: Galerie Monika Wolf
- 2010: Galerie Roland Aphold, Allschwil/Basel
- 2010: Württembergischer Kunstverein Stuttgart
- 2012: Städtische Galerie im Rathaus Gerlingen
- 2012 und 2013: Galerie d’Art Contemporain, Artplace, Paris
- 2013: 9. Kleinskulpturen-Biennale, Galerie Dorn, Stuttgart
- 2014: nackteform, Regierungspräsidium Karlsruhe[17]
- 2015: Städtische Galerie im Kornhaus, Kirchheim/Teck
- 2016 bis 2017: Marlis Albrecht und Manuela A. Fischer im Museum im Kleihues-Bau[18]